# Editorial Ménades
Editorial Ménades es una editorial independiente fundada en Madrid en 2018. Está especializada en libros de mujeres, tanto de ficción como ensayísticas, de diferentes épocas y nacionalidades. Su catálogo está formado por una cuarentena de obras entre las que destacan reconocidas autoras como Flora Tristán, Zitkala Sa o Carole Pateman.

## Historia
La editorial surgió de una idea de la escritora Carmen Peire para dotar a la editorial en la que trabajaba de una línea exclusiva de mujeres escritoras. El planteamiento inicial de crear un proyecto dentro de una empresa existente se convirtió al final en una empresa por sí misma.
Ménades, cuyo nombre se refiere a las ninfas de la mitología griega relacionadas con el dios Dioniso, fue fundada en 2018 y, a comienzos de 2019, lanzó una campaña de micromecenazgo en la empresa Verkami para financiar el proyecto. Se define como editorial feminista, con el objetivo de recuperar la obra de mujeres, de todas las épocas y nacionalidades, que han sido olvidadas a lo largo de la historia.

## Líneas editoriales
Su labor gira en torno a tres líneas editoriales: olvidadas, actuales y trincheras.

### Olvidadas
Es la primera línea de trabajo de la editorial y surge de la pregunta ¿dónde estaban ellas? Pretende recuperar la obra de aquellas escritoras invisibilizadas a lo largo de la historia.
Las cinco primeras autoras y libros publicadas son:
- El duende del jardín y otros cuentos, de Willa Cather.
- Pájaro Rojo habla, de Zitkala Sa.
- La emancipación de la mujer, de Flora Tristán.
- Diarios, de Ioanna Tsatsos.
- Caballero Jack. Los diarios de Anne Lister (1791-1840), de Anne Lister.

Otras autores publicadas dentro de esta línea son Katherine Routledge, Agustina González y Margot Chamorro.

### Actuales
Línea coordinada junto a la Asociación de Mujeres Escritoras e IlustradoraS (AMEIS). Difunde obras de escritoras contemporáneas como Isabel Franc, Mónica Sánchez, Blanca Berjano, Maeve Ratón y Maryse Condé, entre otras.
Incluye desde la narrativa o la poesía, pasando por la ilustración y el teatro.

### Trincheras
Línea de ensayos y estudios para conocer mejor las raíces de la sociedad en la que vivimos. Abarca desde la antigüedad hasta la modernidad a través de los ensayos de escritoras y escritores que construyen trincheras para facilitar el camino por recorrer hacia la igualdad.
Incluye títulos como El contrato sexual, de Carole Pateman, Maldita Helena, de Daniel Tubau, Escritoras ilustradas. Literatura y amistad, de Herminia Luque, y La barbarie patriarcal, de Victoria Sendón de León.